# Нарвське водосховище
На́рвське водосхо́вище (ест. Narva veehoidla, рос. Нарвское водохранилище) — водосховище озерного типу на річці Нарва та її притоці Плюссі. Розташоване на кордоні Естонії (повіт Іда-Вірумаа) та Росії (Ленінградська область).
Утворене греблею довжиною 206 м, що перекриває русло річки Нарва та водонапірними спорудами Нарвського гідровузла (земляні дамби загальною довжиною 1 647 м, об'ємом 575,5 тис. м³ ґрунту), що розташована в південній частині міста Івангорода.
Будівництво та наповнення водосховища здійснювалося протягом 1950–1955 років.
Гідровузол включає в себе будівлю Нарвської ГЕС, потужністю 125 МВт, що спроєктована інститутом Ленгідропроект.
Лівобережна (західна) частина водосховища розташована на території Естонії.
Площа водосховища становить 191,4 км², серед яких більше 150 км² розташовані на території Росії і близько 40 км² належать Естонії. Об'єм — 0,365 км³ (365 млн м³), в тому числі корисна ємність — 91 млн м³. При створенні водосховища затоплено 4030 га сільськогосподарських угідь, перенесено 742 будівлі.
| Естонія | Це незавершена стаття з географії Естонії. Ви можете допомогти проєкту, виправивши або дописавши її. |

| Росія | Це незавершена стаття з географії Росії. Ви можете допомогти проєкту, виправивши або дописавши її. |

| Озеро | Це незавершена стаття про водосховище . Ви можете допомогти проєкту, виправивши або дописавши її. |